# اسکیلبی
اسکیلبی (به انگلیسی: Scaleby) یک روستا و محله مدنی در بریتانیا است که در کارلایل واقع شده‌است. اسکیلبی ۳۴۶ نفر جمعیت دارد.